# Скала-реестр (Кременчуг)
«Скала-реестр» (укр. «Скеля-реєстр») — памятник природы, расположенный в городе Кременчуг (Полтавская область, Украина).

## Описание
Скала-реестр находится на набережной Днепра на территории Приднепровского парка. Представляет собой выходы серых биотитплагиоклазовых среднезернистых магматитов Украинского кристаллического щита. На скале имеются отметки уровней воды во время наводнений 1787, 1789, 1820, 1842, 1845, 1877, 1888, 1896, 1915 и 1942 годов.

## История
Согласно некоторым предположениям, скала была частью первой городской крепости Кременчуга. В период до революции и некоторые время после неё скала использовалась для добычи гранита методом раскола. До начала Великой Отечественной войны использовалась как репер. В конце 1950-х годов большая часть скалы была засыпана строительным мусором и угольным шлаком для обеспечения подъезда к построенной неподалёку лодочной станции завода «Дормаш» (ныне «Кредмаш»). В начале 1970-х годов лодочная станция была перенесена ниже по Днепру.
Решением исполкома Полтавского областного совета № 555 от 24 декабря 1970 года скале был присвоен статус памятника природы местного значения, площадью 0.05 га. Однако охранных мероприятий не проводилось, скала использовалась как полигон для хранения снега с городских улиц. Первая информационная табличка была установлена у скалы 1980-е годы, однако была украдена в конце 1990-х годов. В 2000 году установлена новая информационная табличка. В 2003 году была произведена расчистка скалы силами инициативных горожан и сотрудников водоканала. В 2004 году городскими властями был подготовлен проект благоустройства скалы, реализация которого не была осуществлена.